# Ammoxenus pentheri
Espèce
Ammoxenus pentheri est une espèce d'araignées aranéomorphes de la famille des Gnaphosidae.

## Distribution
Cette espèce se rencontre au Botswana et en Afrique du Sud.

## Description
La femelle holotype mesure 7 mm.
Les femelles mesurent de 6,4 à 7,2 mm.
Ammoxenus pentheri est une araignée termitivore.

## Systématique et taxinomie
Cette espèce a été décrite par Simon en 1897.

## Étymologie
Cette espèce est nommée en l'honneur d'Arnold Penther.

## Publication originale
- Simon, 1897 : « Arachnides recueillis par M. Arnold Penther dans l'Afrique australe. » Bulletin de la Société Zoologique de France, vol. 21, p. 220-223 (texte intégral).